# 碧川好尚
碧川 好尚 （みどりかわ よしひさ 文化4年（1807年）-？）は、江戸時代後期の国学者。伊予国（現、愛媛県）新谷藩士。平田篤胤の門人で、篤胤の養子となった平田銕胤の実弟。銕胤より8歳下。生田万とならぶ平田塾二大高弟の一人である。通称は卯之助、操之助。

## 人物略歴
文化4年（1807年）生まれ。文政5年（1822年）5月15日、兄碧川篤眞（のちの平田銕胤）の影響により16歳のとき、平田篤胤の私塾気吹舎に入門した。兄と同様、求道の念篤く学問に秀で、のちに師の遺著『大道或問』を編集して上梓し、安政2年（1855年）には自ら神代巻を大要した『稽古要略』『神武沿革考』を著した。また上述の『大道或問』や『三神山餘考』など師の著作の序文も記している。

## 系譜
```
　　
　　　　　　　平田篤胤━━━━おてう　　
　　　　　　　　　　　　　　　　┣━━━━━平田延胤
　　　　　　　　　　　　　┏平田銕胤
　　　　　　　　　　　　　┃（碧川篤眞）　　　　　　　
碧川武左衛門…碧川良正━━┫　　　　　　　　　　　　　
　　　　　　　　　　　　　┃　　　　　　　　　　　　　┏碧川熊雄
　　　　　　　　　　　　　┗碧川好尚━━みね　　　　　┃
　　　　　　　　　　　　　　　　　　　　┣━━━━━━┫
　　　　　　　　　　　　　　小玉雄庸━碧川真澄　　　　┃　　　　　　　　
　　　　　　　　　　　　　　　　　　（小玉羊五郎）　　┗碧川企救男　　　
　　　　　　　　　　　　　　　　　　　　　　　　　　　　　　┣━━━━━━碧川道夫
　　　　　　　　　　　　　　　　　　和田邦之助━━━━━━かた　　　　　
　　　　　　　　　　　　　　　　　　　　　　　　　　　　　　┃　　　　　
　　　　　　　　　　　　　　　　　　　　　　　　　　　　　　┃　　　　　
　　　　　　　　　　　　　　　　　　　　　　　　　　　　　　┃　　　　　
　　　　　　　　　　　　　　　　　　　　　　　　　　　　　　┃　　　　　┏三木露風
　　　　　　　　　　　　　　　　　　　　　　　　　　　　　　┣━━━━━┫
　　　　　　　　　　　　　　　　　　　　　　　　　　　　　　┃　　　　　┗三木勉
　　　　　　　　　　　　　　　　　　　　　　　　　　　　三木節次郎

```